# Меморіальний комплекс «Борцям за волю України» (Володимир)

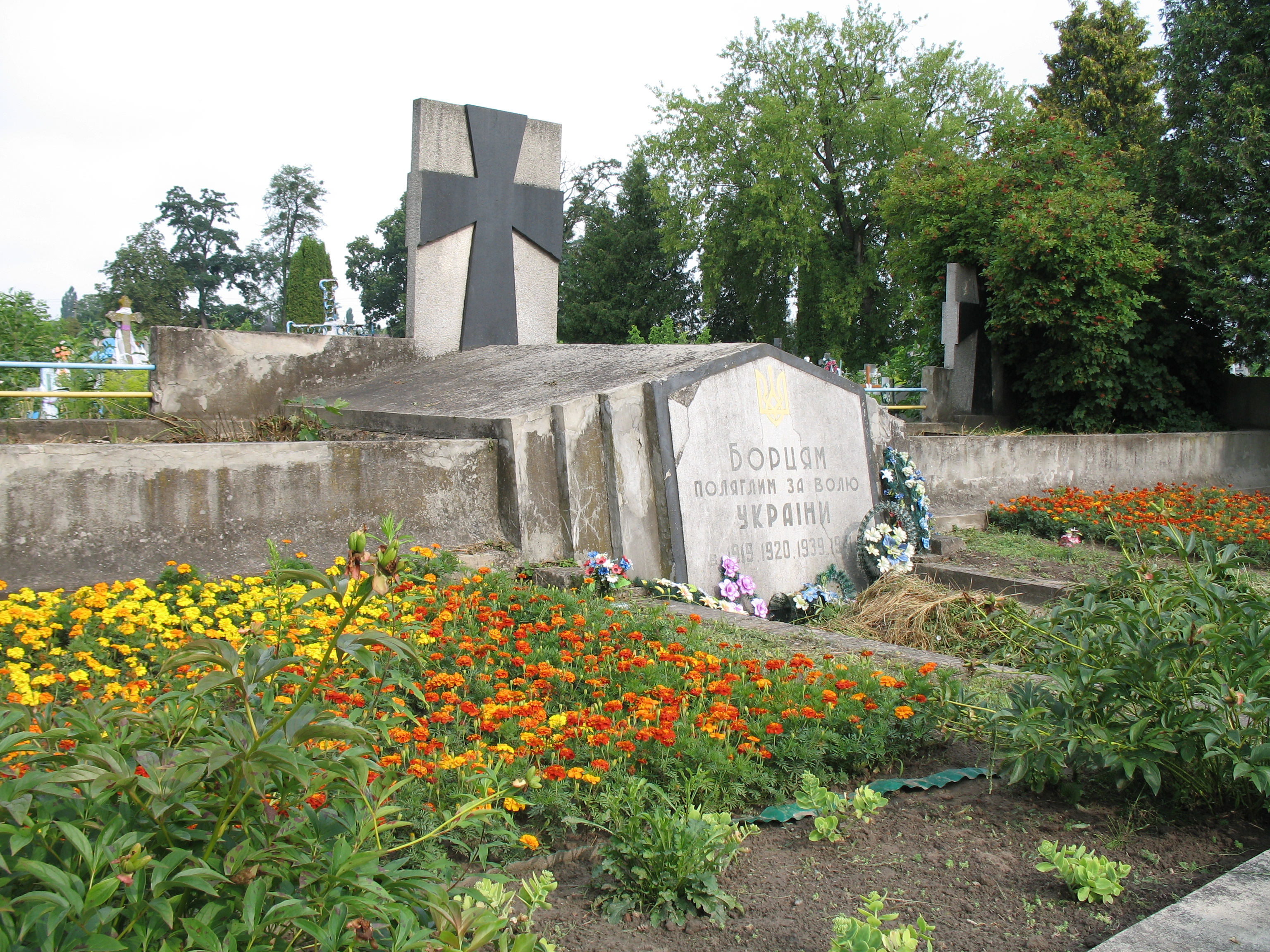
Лодомирське кладовище. Меморіал борцям за волю України

Меморіальний комплекс «Борцям за волю України» (Володимир) — меморіальний комплекс на Лодомирському кладовищі у Володимирі, на могилі 10 або 12 вояків Армії УНР, що загинули у бою за Володимир-Волинський у січні 1919 р. та 19 невпізнаних в'язнів Володимирської в'язниці, розстріляних НКВС 22 червня 1941 р.

## Поховання 1919 року

Братська могила 12 козаків Володимир-Волинського загону Армії УНР на кладовищі м. Володимир, які загинули за місто в боях з поляками в 1919 році. 1928 р.

## Поховання 1941 року
22 червня 1941 р. у Володимирській в'язниці відбулось вбивство працівниками НКВС 36 ув'язнених. З розстріляних 19 залишились неопізнаними і були поховані поряд з могилою 1919 р. 
З ініціативи Володимир-Волинського Окружного Товариства «Просвіта» і Міської Управи за дозволом Окружного Комісара Вільгельма Вестерхайде збудовано великий пам'ятник (висота трьох хрестів — до 4 м, ширина пам'ятника 10 м, довжина — 21 м).
Спорудженням пам'ятника керували Яків Залузький та його помічник Володимир Жулковський.
В неділю 25 жовтня 1942 р. відбулося посвячення могили. Спершу відслужено в Успенському соборі Службу Божу церковно-слов'янською з українською вимовою та проповіддю, а потім Службу українською мовою, О 13-й годині розпочався урочистий похід до місця поховання. У поході брали участь комбатанти армії УНР та УГА, відділ міської поліції, духовенство, учні різних шкіл з хрестами, хоругвами, вінками, національними прапорами в супроводі церковних хорів і духового оркестру. Ця подія, названа у нацистській пресі "Всенародним святом" сталася між двома розстрілами єврейського населення міста, коли більшість його вже було знищено за участі загонів поліції. 
На плиті було викарбувано імена загиблих і напис «Розстріляним у Володимир-Волинській в'язниці». У фондосховищі Володимирського історичного музею зберігається декілька світлин осені 1941 року з будівництва меморіалу. У 1944 р. комплекс був знищений радянською владою, з роками заріс кущами і деревами.
1952 р. зруйнований пам'ятник став предметом цікавості кількох учнів місцевої школи № 2, які підняли надмогильну плиту й прочитали напис. Цей епізод став одним із пунктів звинувачення на судовому процесі 1954 р. проти юнаків, яких було засуджено на різні терміни ув'язнення.

## Відновлення 1989 року
У 1989 р. Трохим Романюк, колишній політв'язень та воїн УПА, і Ярослав Царук, місцевий краєзнавець, розчистили обидві занапащені могили. Комплекс було взято під опіку місцевим осередком НРУ, який відновив первісне оформлення.

## Опис
Обидві братські могили з'єднано бетонним бортом завдовжки 21 м. На могилах — бетонні стели з рельєфними хрестами, посередині між могилами — бетонний моноліт з таким самим хрестом і білою мармуровою таблицею. На таблиці тризуб і текст: «Борцям, полеглим за волю України в 1919, 1920, 1939, 1941 р.»
Комплекс освячено 22 квітня 1990 р.